# Thecomyia tricuneata
Thecomyia tricuneata är en tvåvingeart som beskrevs av Luciane Marinoni och Steyskal 2003. Thecomyia tricuneata ingår i släktet Thecomyia och familjen kärrflugor.
Artens utbredningsområde är Ecuador. Inga underarter finns listade i Catalogue of Life.